# 시라유키 사치카
시라유키 사치카(일본어: 白雪 さち花 しらゆき さちか[*], 2월 22일 - )는 다카라즈카 가극단 츠키구미 소속 여역이다. 현 츠키구미 부조장이다.
홋카이도 삿포로시, 삿포로키요타고등학교 출신이다. 키 163cm, 애칭은 "사치카"이다.

## 약력
2003년, 다카라즈카 음악학교에 입학하였다.
2005년, 다카라즈카 가극단 91기생으로 입단. 입단 당시 성적은 12등. 하나구미 공연 「마라케시 붉은 묘표／엔터 더 레뷰」로 초무대. 그 후, 츠키구미에 배속되었다.
2022년 10월 10일자로 츠키구미 부조장에 취임하였다.

## 인물
친동생은 하나구미 남역 하쿠토 세이라 (104기)이다.

## 출연 이벤트
- 2007년 9월, TCA 스페셜 2007 『알로! 레뷰!』 (코러스)
- 2008년 3월, 『ME AND MY GIRL』 전야제
- 2008년 10월, 제 49회 『다카라즈카 무용회』
- 2012년 3월, 아오노 유키 뮤직 살롱 『VERY BEST OF ME』
- 2013년 10월, 제 52회 『다카라즈카 무용회』
- 2016년 7월, 류 마사키 디너쇼 『Goodbye Fairy』
- 2017년 10월, 제 54회 『다카라즈카 무용회』
- 2017년 10월, 미야 루리카 디너쇼 『Razzle』
- 2019년 10월, 제 55회 『다카라즈카 무용회〜祝舞御代煌（いわいまうみよのきらめき）〜』

## TV출연
- 2014년 12월, 후지테레비 『2014 FNS가요제』
- 2017년 3월, 후지테레비 『2017 FNS 노래의 봄축제』